# Нејплс (Јута)
Нејплс (енгл. Naples) град је у америчкој савезној држави Јута.

## Демографија
По попису из 2010. године број становника је 1.755, што је 455 (35,0%) становника више него 2000. године.
| Група             | 2000.         | 2010.         |
| Белци             | 1.247 (95,9%) | 1.591 (90,7%) |
| Афроамериканци    | 0 (0,0%)      | 19 (1,1%)     |
| Азијати           | 0 (0,0%)      | 27 (1,5%)     |
| Хиспаноамериканци | 37 (2,8%)     | 97 (5,5%)     |
| Укупно            | 1.300         | 1.755         |